# Port Hope
Port Hope est une ville du sud de la province de l'Ontario au Canada ; située à environ 110 km à l'est de Toronto et 160 km à l'ouest de Kingston. Elle est située à l'embouchure de la rivière Ganaraska sur la rive nord du lac Ontario, à l'extrémité ouest du comté de Northumberland.

## Géographie

### Voies de communication et transports
Port Hope est traversée à son extrémité nord par l'autoroute 401 et possède deux sorties sur cette voie : la no 461 et la no 464.
Le Port Hope Transit offre un service d'autobus local, et Via Rail Canada un service de passagers depuis la gare ferroviaire de Port Hope, le long du couloir Toronto-Montréal. La gare, elle, a été construite en 1856 pour le Grand Trunk Railway puis, plus tard, pour le CN Rail. Elle a été restaurée en 1985.

Des bateaux de plaisance peuvent aussi accoster le long des rues John et Hayward en partageant les installations de la compagnie Cameco situées sur les rives du lac Ontario et possédant des postes d'amarrages pour les cargos à l'embouchure de la rivière Ganaraska.

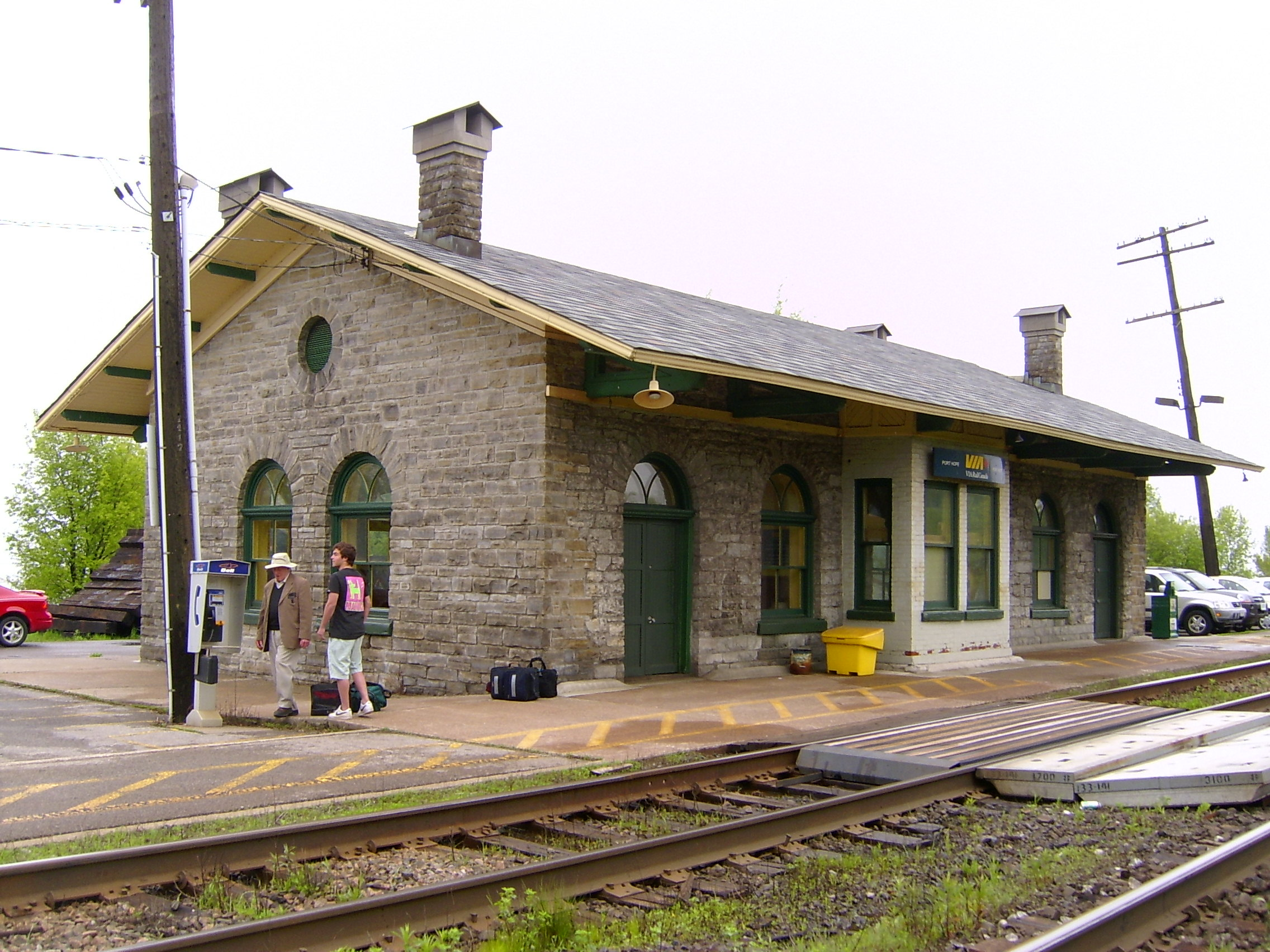
Gare ferroviaire de Port Hope.
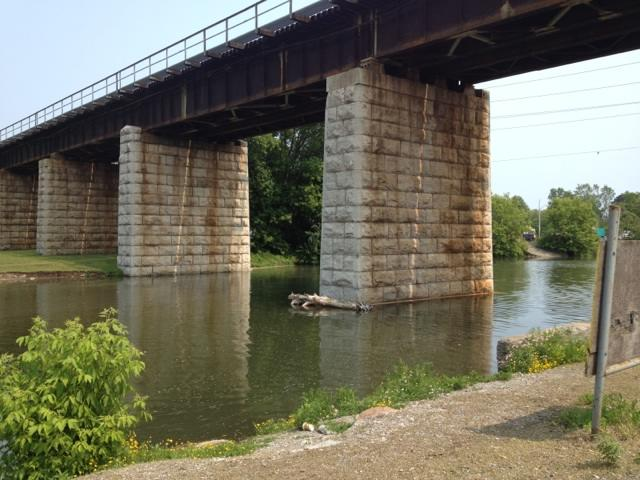
Le viaduc Thomas Curtis Clarke, qui permet le passage de la voie ferrée.
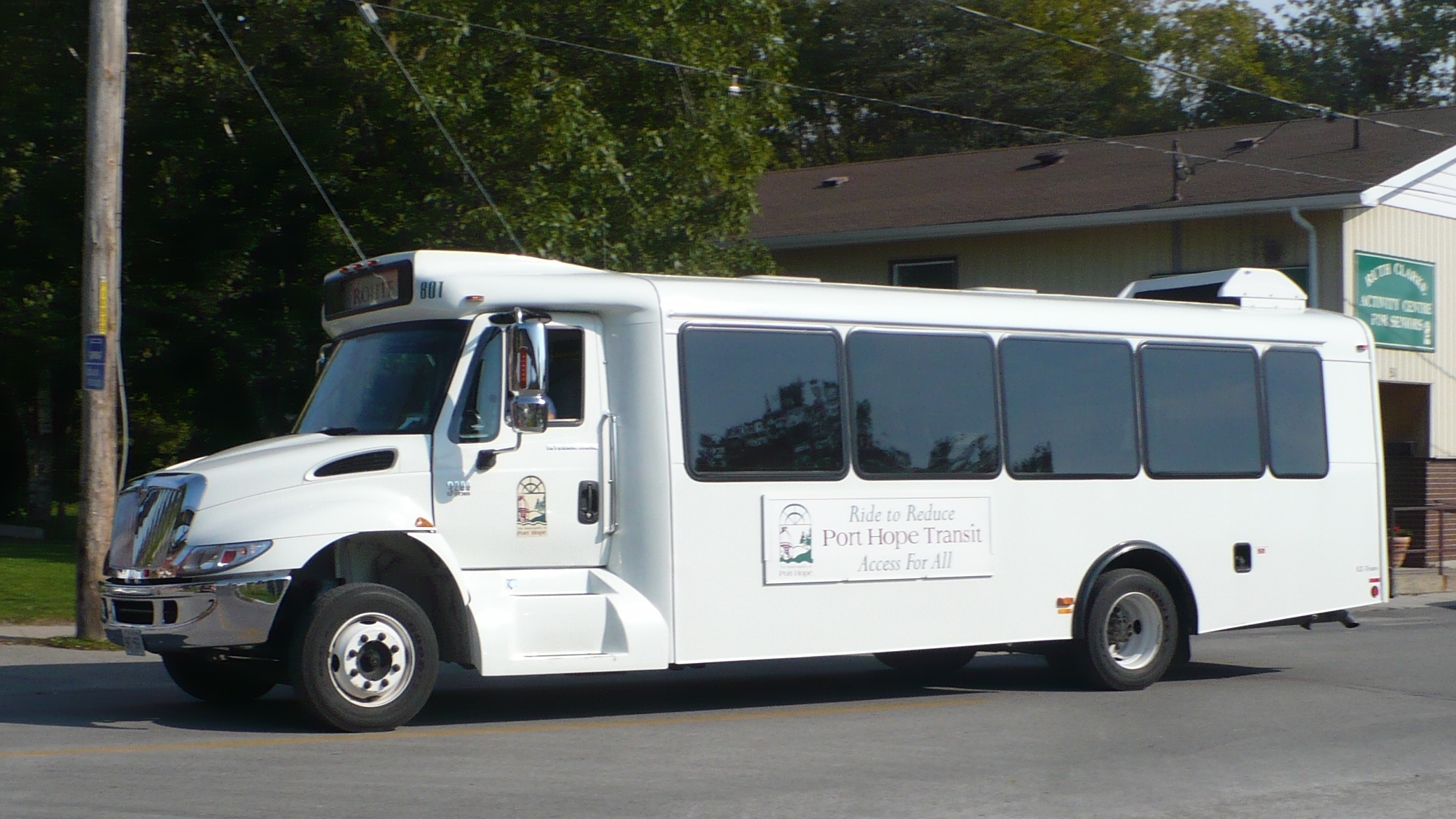
Les bus du Port Hope Transit.

## Histoire

### Origines et fondation
Ganaraska était le nom attribué à la région par les indigènes de la région et le nom de la rivière qui traverse aujourd'hui la ville. Le nom provient de Ganaraske, le village sur lequel est aujourd'hui située la ville. En 1793, les loyalistes de l'Empire britannique fondent la première colonie européenne permanente à Port Hope ; le village fut alors baptisé Smith's Creek, du nom d'un ancien commerçant de fourrures. Après la guerre de 1812, les colons britanniques étaient recherchés, et la ville fut rebaptisée en 1817 sous le nom de Port Hope, d'après le nom du canton de Hope dont elle faisait partie et qui avait été nommé en hommage au colonel Henry Hope, lieutenant-gouverneur du Québec. En 1834, Port Hope reçut le statut de ville.

### Rivière Ganaraska

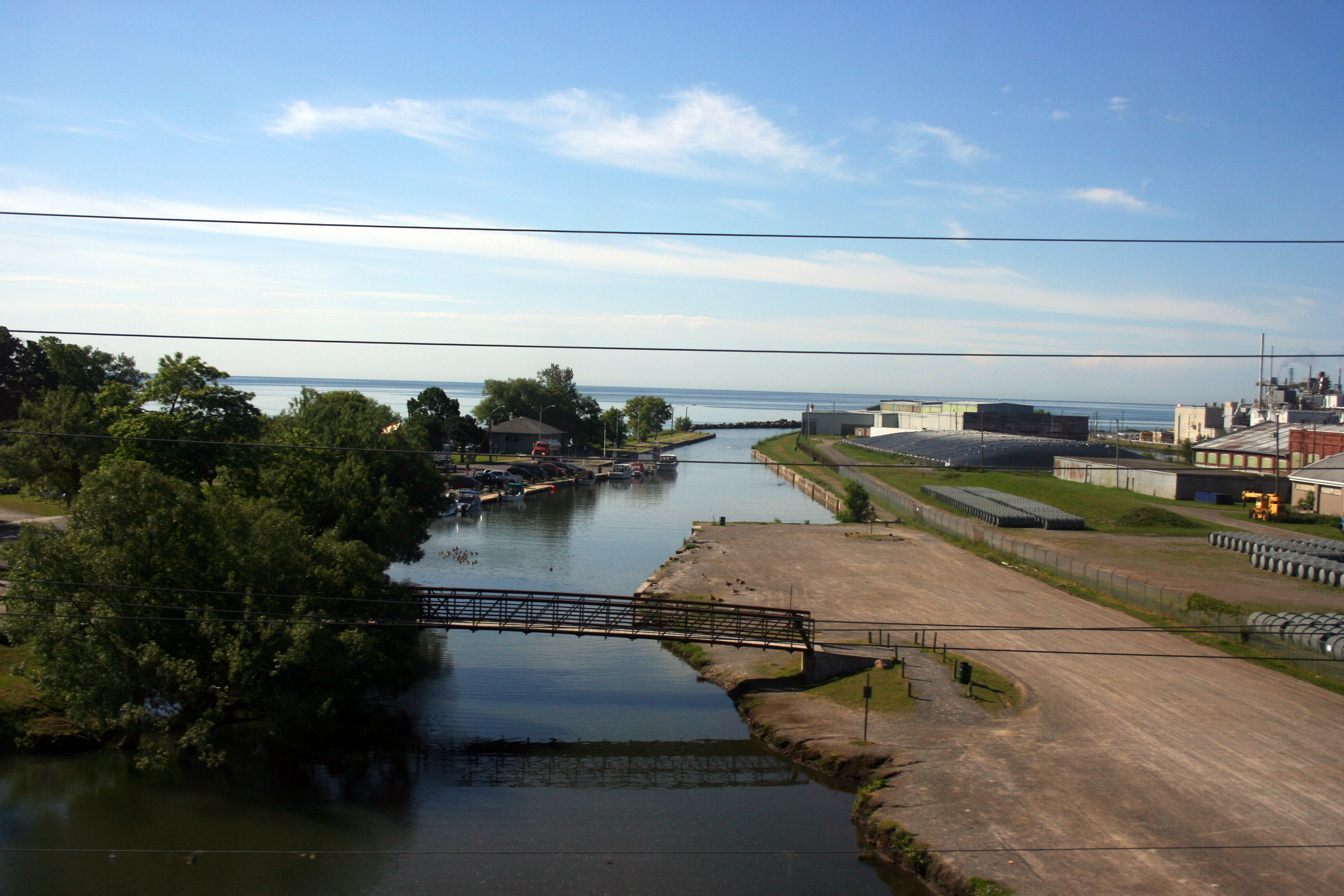
La rivière Ganaraska vers l'embouchure sur le lac Ontario.

La rivière Ganaraska, surnommée The Ganny par les habitants de la région, traverse le centre-ville de Port Hope pour se jeter dans le lac Ontario et causa de nombreuses inondations tout au long de l'histoire, la plus récente étant celle des 21 et 22 mars 1980. Depuis cette crue particulièrement violente, la ville de Port Hope organise à chaque mois d'avril une course fluviale de dix kilomètres appelée « Float Your Fanny Down the Ganny ».

### XXIesiècle
La croissance relativement lente entre 1880 et 1960 a laissé intacte une grande partie de son architecture d'origine.
Le patrimoine est protégé et des comités et conseils sur la restauration et la préservation du architecturale ou historique des bâtiments importants ont été mis en place,. Avec plus de 270 bâtiments patrimoniaux reconnus dans la municipalité de Port Hope, la part du budget municipal alloué à la conservation est plus importante que pour toute autre ville du Canada.
En 2001, la ville d'origine a fusionné avec celles du canton de Hope pour former la municipalité de Port Hope ; avant que la fusion n'ait lieu, la population au recensement de 2000 était de 11 718 tandis que le canton comptait 3 877 habitants.

## Économie
Port Hope dispose d'un centre médical, d'une clinique, l'école Trinity College School et d'un centre de santé communautaire. Elle avait son propre quotidien depuis 1878, le Port Hope Evening Guide, appartenant au groupe Osprey Media, et qui en 2009 est devenu le Northumberland Today.com. Le plan stratégique de la ville a axé son développement de telle sorte à accroître la croissance de l'emploi au moins aussi rapidement que la croissance démographique.

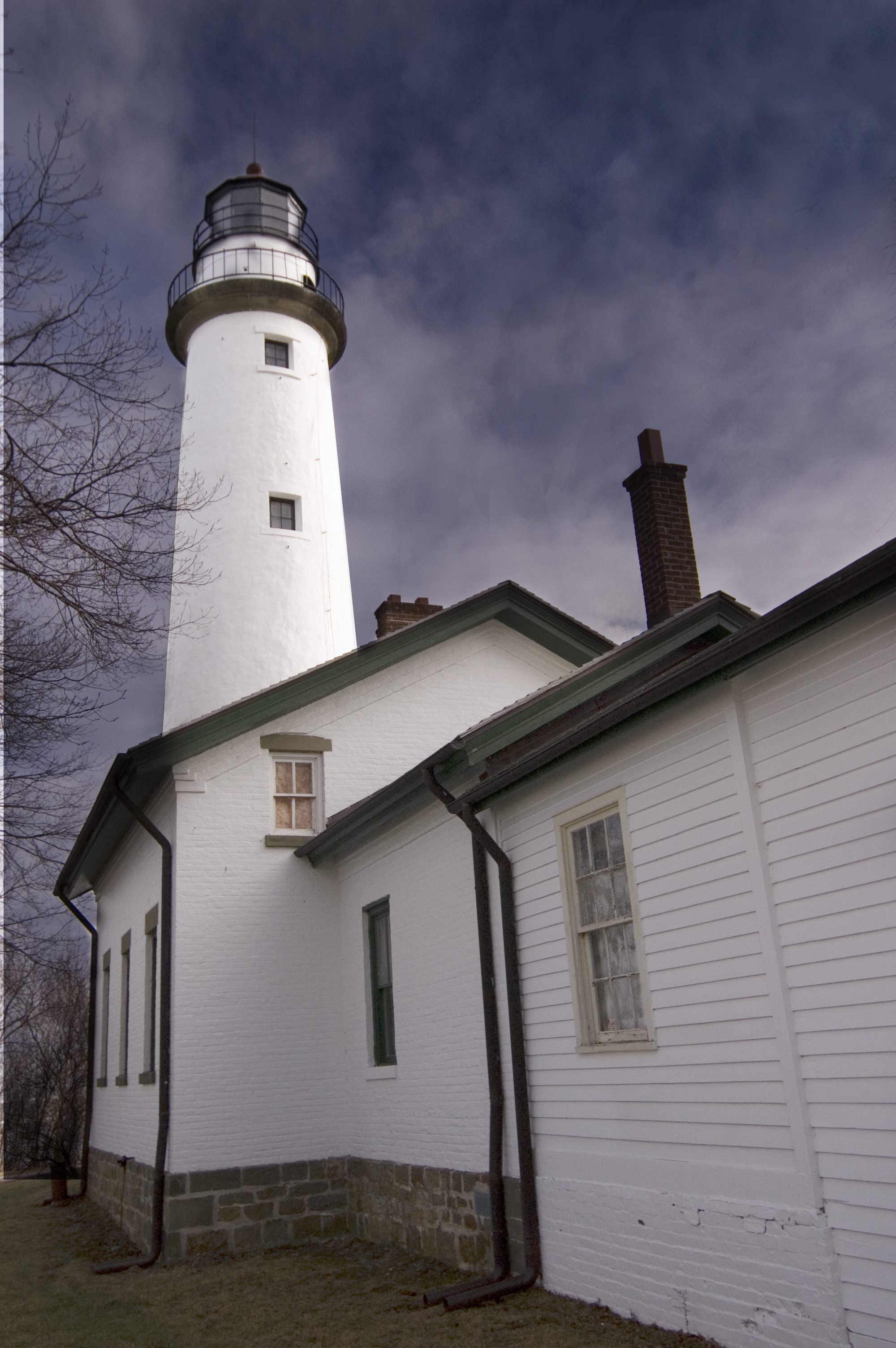
Pointe Aux Barques près de Port Hope.

À Port Hope se trouve depuis 1935 une installation de conversion de l'uranium, exploitée par Cameco. Elle  transforme le trioxyde d'uranium (UO3) provenant de la raffinerie d'uranium de Blind River soit :
- en dioxyde d'uranium (UO2), pour fabriquer le combustible des réacteurs nucléaires au Canada, qui est conditionné en pastilles de combustible nucléaire par l'entreprise GE Hitachi Nuclear Energy Canada Inc dans ses usines de Toronto et de Peterborough en Ontario ;
- en hexafluorure d'uranium (UF6) - exporté (notamment vers les États-Unis pour le compte de l'USEC) pour être enrichi en Uranium-235[6].

Port Hope abrite actuellement le plus grand volume historique de déchets faiblement radioactifs au Canada. Ces déchets ont été créés par Eldorado Mining and Refining Ltd. et ses prédécesseurs du secteur privé à la suite du processus de raffinage utilisé pour extraire le radium à partir du minerai d'uranium. De l'uranium est toujours produit pour les centrales nucléaires, désormais sous la propriété de Cameco.

## Démographie
Au recensement de 2006, Port Hope comptait 16 390 habitants, dont 12 356 dans la zone urbaine et 4 034 en zone rurale.
 Les langues maternelles parlées se répartissaient comme suit : 
- l'anglais comme première langue : 94,7 % ;
- le français comme première langue : 1,0 % ;
- autres langue que le français et l'anglais : 4,3 %.

| 2001   | 2006   | 2011   | 2016   |
| ------ | ------ | ------ | ------ |
| 15 605 | 16 390 | 16 214 | 16 753 |

## Culture locale et patrimoine

### Lieux et monuments

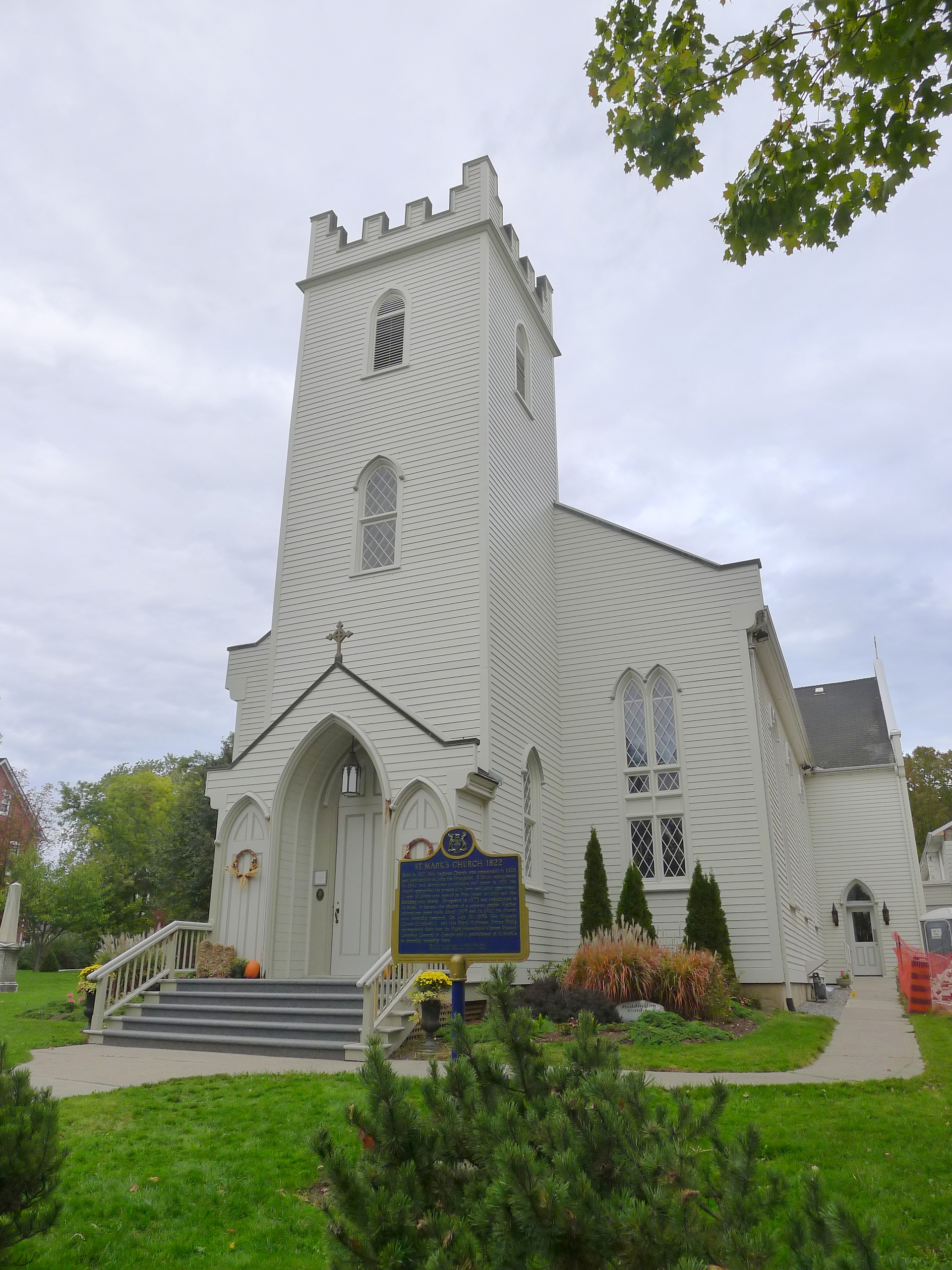
St. Mark anglican Church.

- St. Mark anglican Church.Le Capitol Theatre : Dernier théâtre atmosphérique en activité au Canada. Entre 2004 et 2005n la ville a dépensé plus de trois millions de dollars pour sa conservation et sa rénovation. La salle principale du cinéma est conçue selon une cour médiévale extérieure, et des nuages ont été peints sur la voûte du plafond.
- Le centre forestier et la forêt Ganaraska.
- Le centre d'art contemporain The Little Station.
- Les archives de Port Hope.
- L'église Unitarienne de Port Hope (Port Hope United Church).
- L'église Presbytérienne Saint-Paul (St. Paul's Presybitarian Church).
- L'église Notre-Dame de la Miséricorde (Our Lady Of Mercy Church).
- L'église Anglicane Saint-Jean (St. John's anglican Church).
- L'église Anglicane Saint-Marc (St. Mark anglican Church).
- Le Memorial Park, avec le cénotaphe de Port Hope, la plaque commémorative de Joseph Scriven et une scène de théâtre en plein air (le « Memorial Park Bandshell »).

### Manifestations et festivités locales
La municipalité de Port Hope organise différents festivals tout au long de l'année : 
- le Festival des arts de Port Hope, célébrant durant une journée entière l'art ;
- la Fête du Canada ;
- le Week-end Ganny, dont le Float You Fanny Down the Ganny, un festival commémorant la grande crue de la rivière Ganaraska de 1980 composé, entre autres, d'une course de rivière ;
- la Foire de Port Hope (Port Hop Fair), festival agricole ;
- le Vintage Film Festival, organisé au Capitol Theatre qui passe des films culte des années 1920 aux années 1960.

### Dans la culture
Au cours des étés 2016 et 2018, l'équipe de production des films Ça et Ça : Chapitre 2 (adaptations du roman de même nom de Stephen King réalisées par Andrés Muschietti) a tourné des scènes à Port Hope, alors utilisée comme décor pour représenter la petite ville fictive de Derry, Maine. Pour ce faire, tout le centre-ville a été décoré de drapeaux américains, une statue de Paul Bunyan a été érigée dans le Memorial Park et le Capitol Theater a présenté les films Batman (1989) et L'Arme Fatale 2 (1989),,.
En mai 2023, la ville accueille de nouveau l'équipe de production d'Andrés Muschietti pour la série à venir Welcome to Derry ; pour l'occasion, les rues et les boutiques du centre-ville sont transformées pour représenter Derry dans les années 1960.

### Personnalités liées à Port Hope

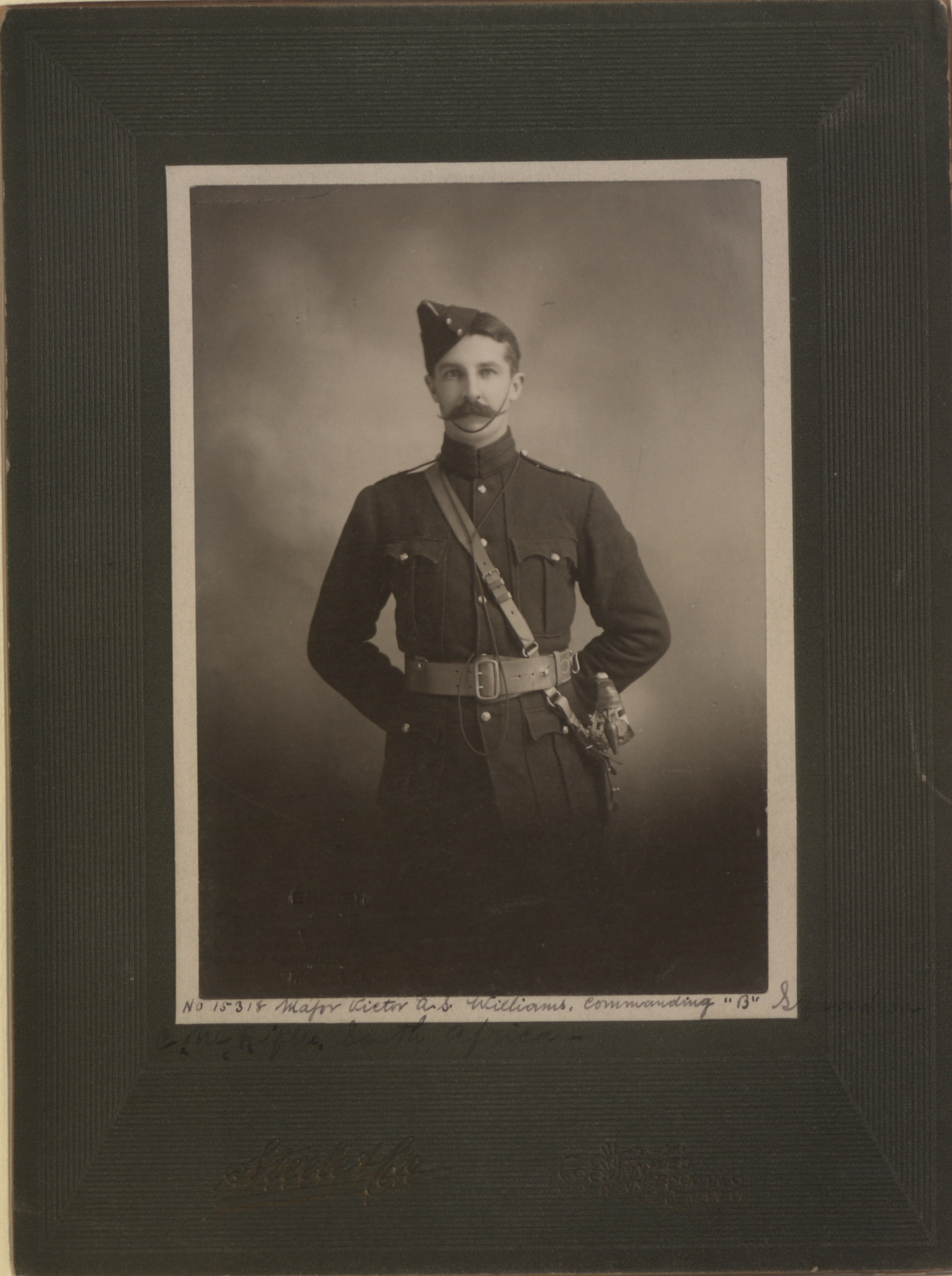
Le général Victor Williams

- Victor Williams, général durant la Première Guerre mondiale et commissaire de la Police provinciale de l'Ontario ;
- Sue Gardner, directrice exécutive de la Wikimedia Foundation[17] ;
- Claire Mowat, écrivaine canadienne ;
- Farley Mowat, écologiste et écrivain, inhumé à Port Hope ;
- Alice Munro (1931-2024), écrivaine canadienne[18] ;
- Dennis O'Brien, joueur de hockey de la LNH né à Port Hope ;
- Shane O'Brien, autre joueur de hockey de la LNH, né à Port Hope ;
- Ron Smith (1944-2017), autre joueur de hockey de la LNH ;
- William Sims, amiral de la marine américaine ayant reçu le prix Pulitzer d'histoire en 1921, né à Port Hope.

## Galerie

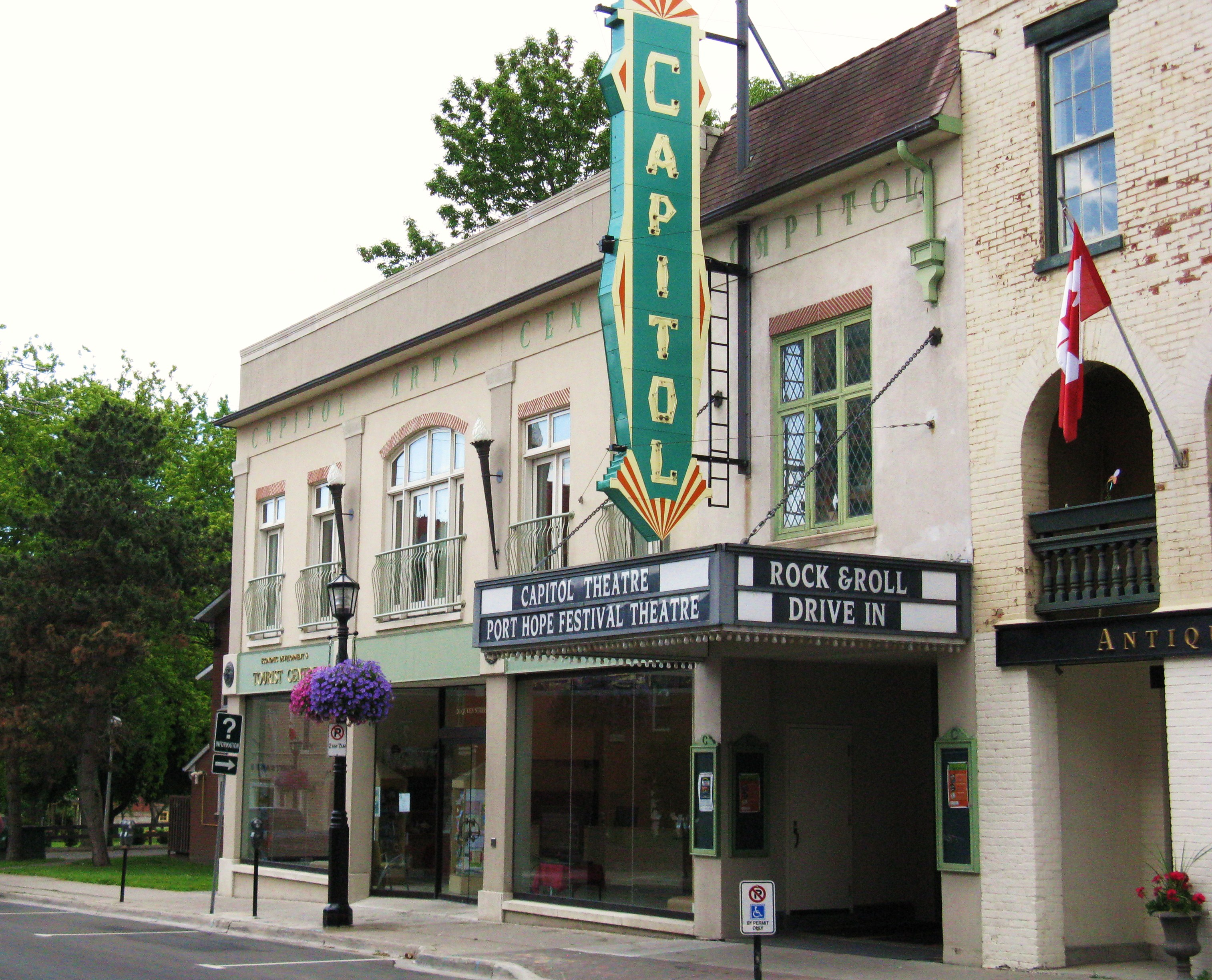
Le Capitol Theatre.
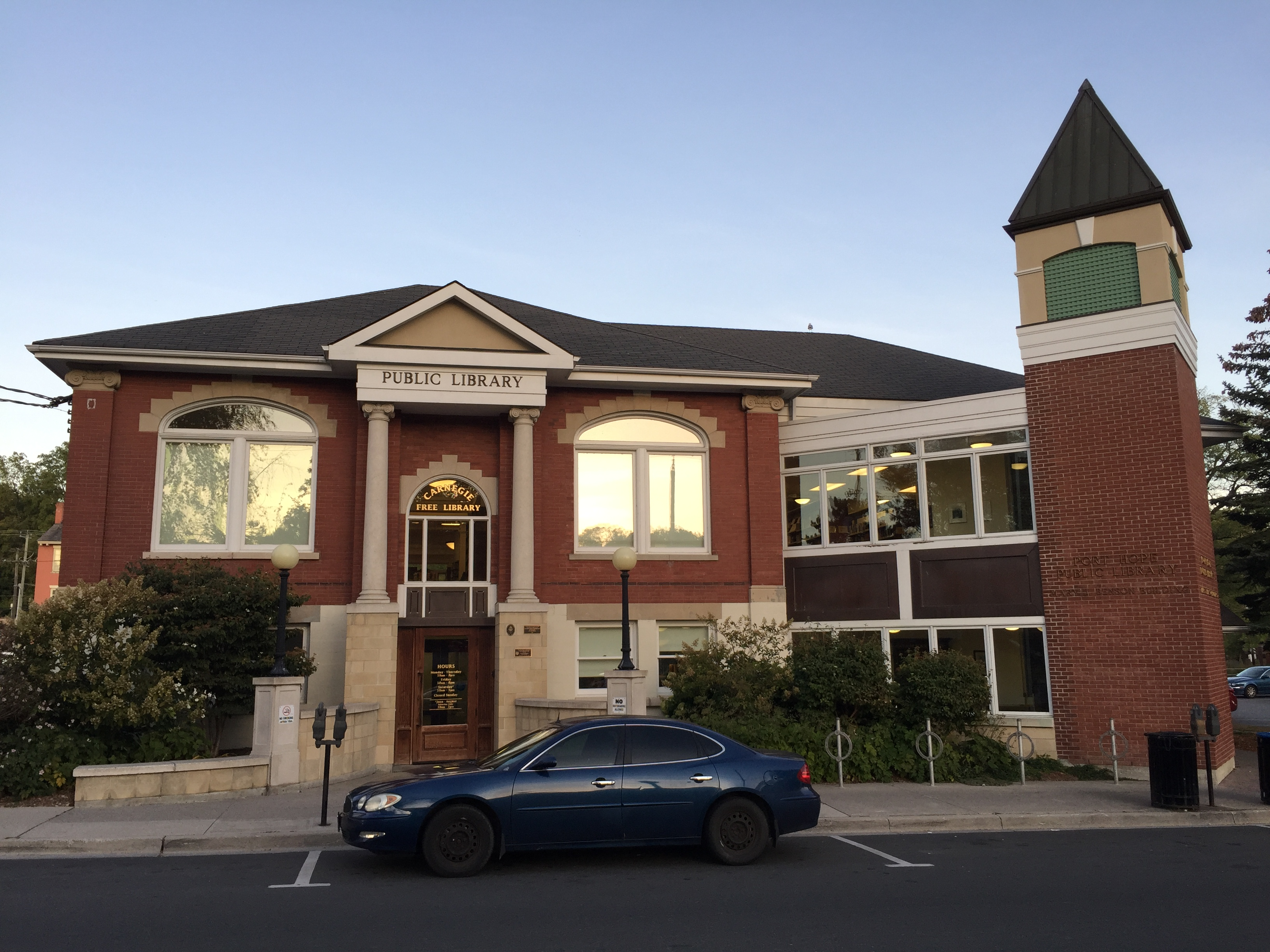
La bibliothèque publique.
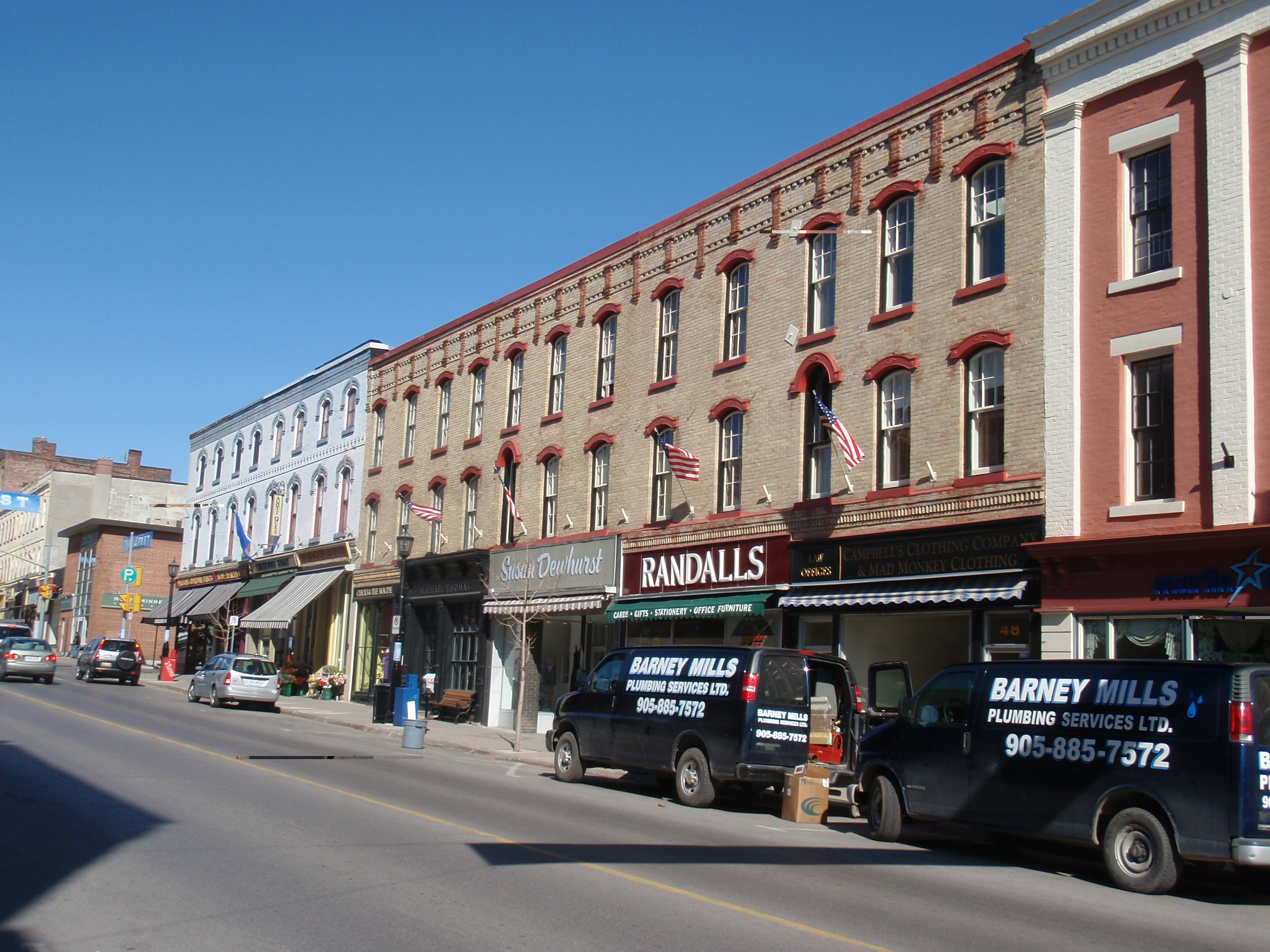
Centre-ville de Port Hope (Walton Street).
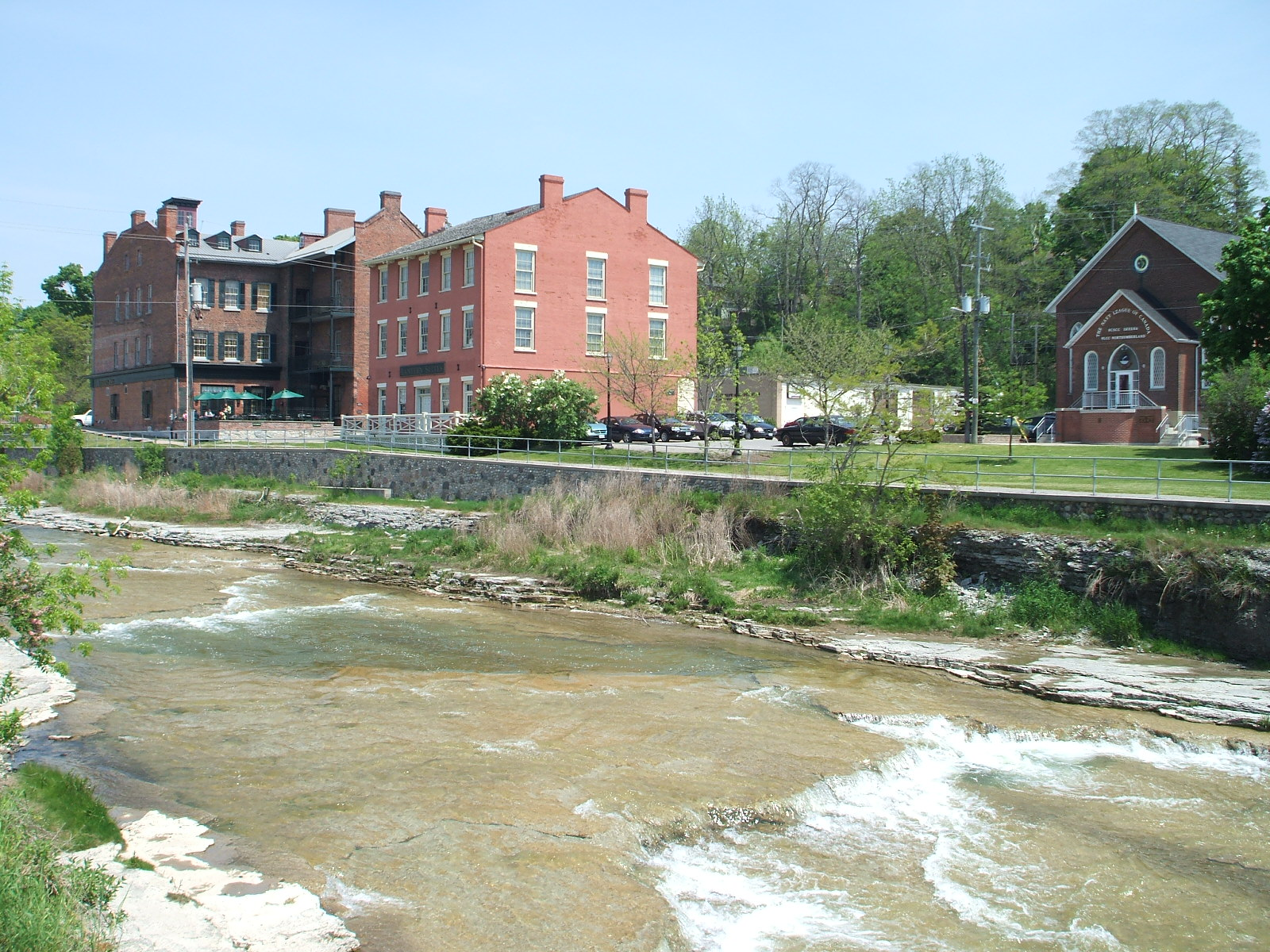
La rivière Ganaraska qui traverse Port Hope.
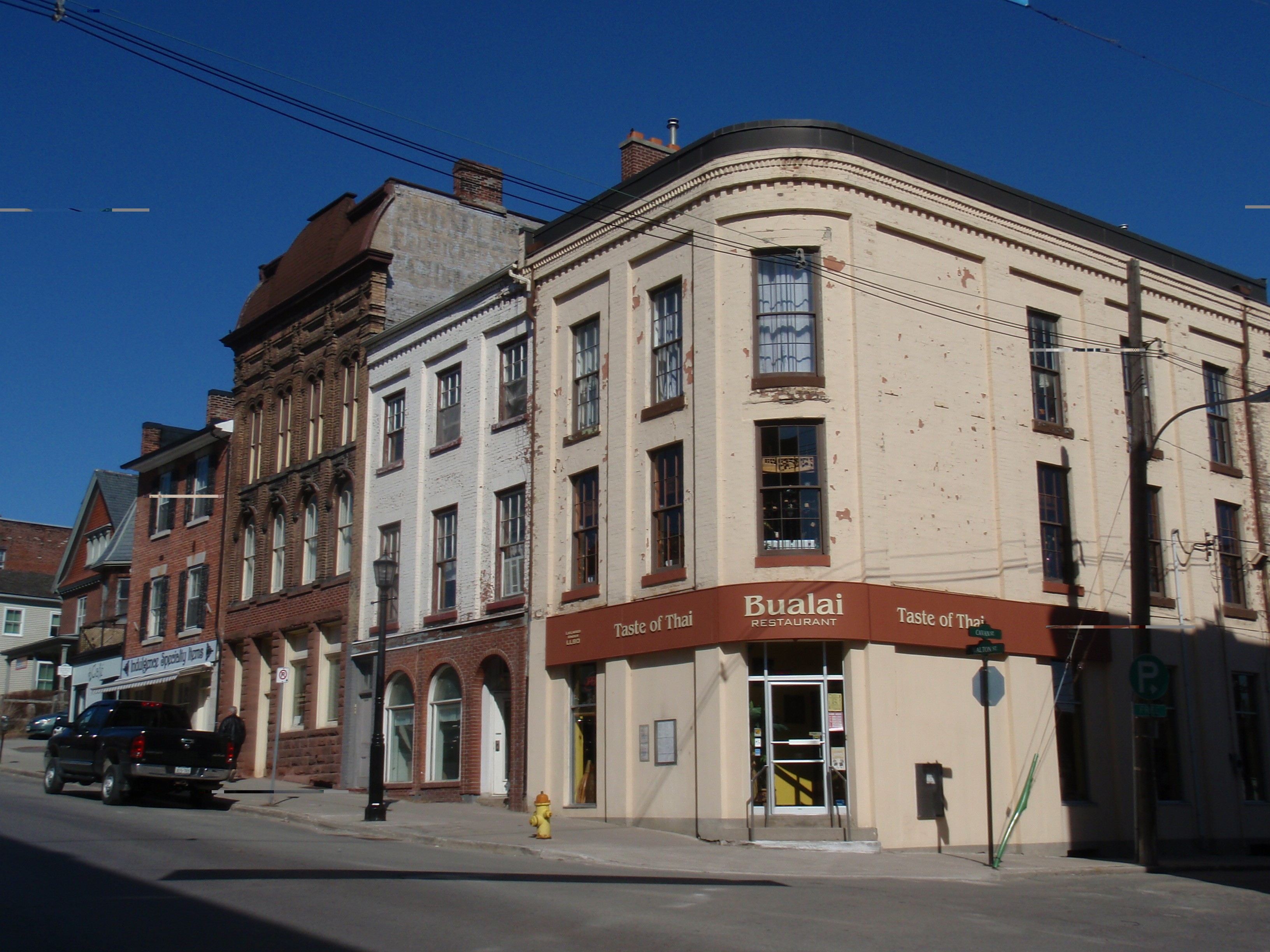
Autre vue du centre-ville.
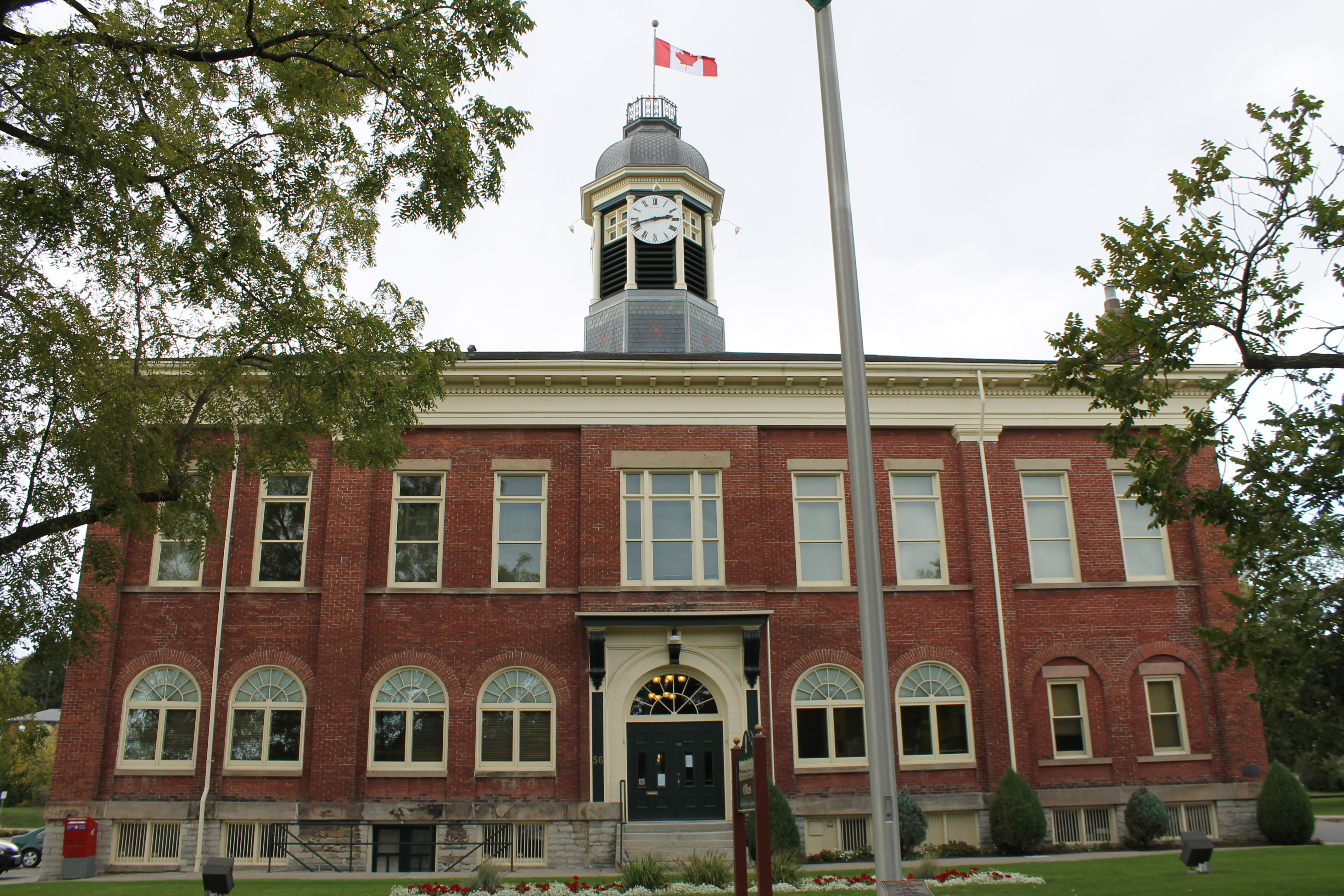
Hôtel de Ville de Port Hope.
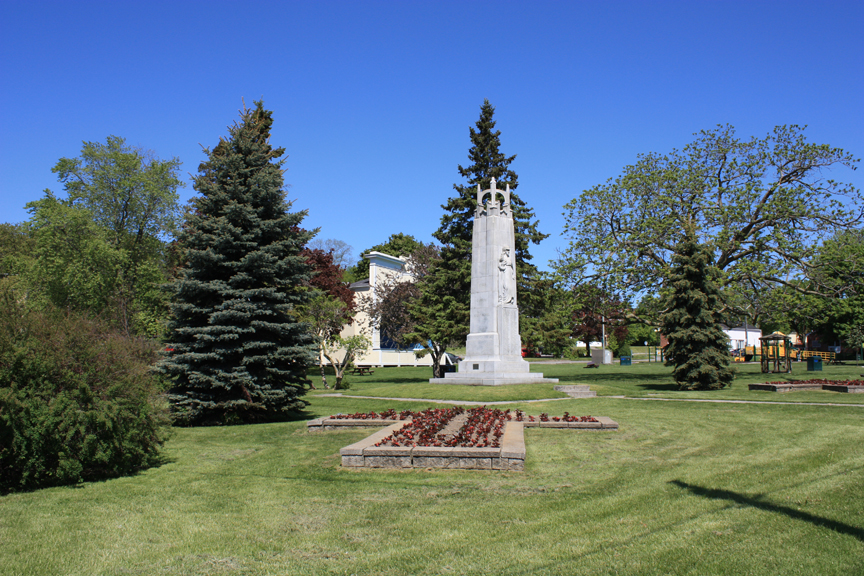
Le Memorial Park.
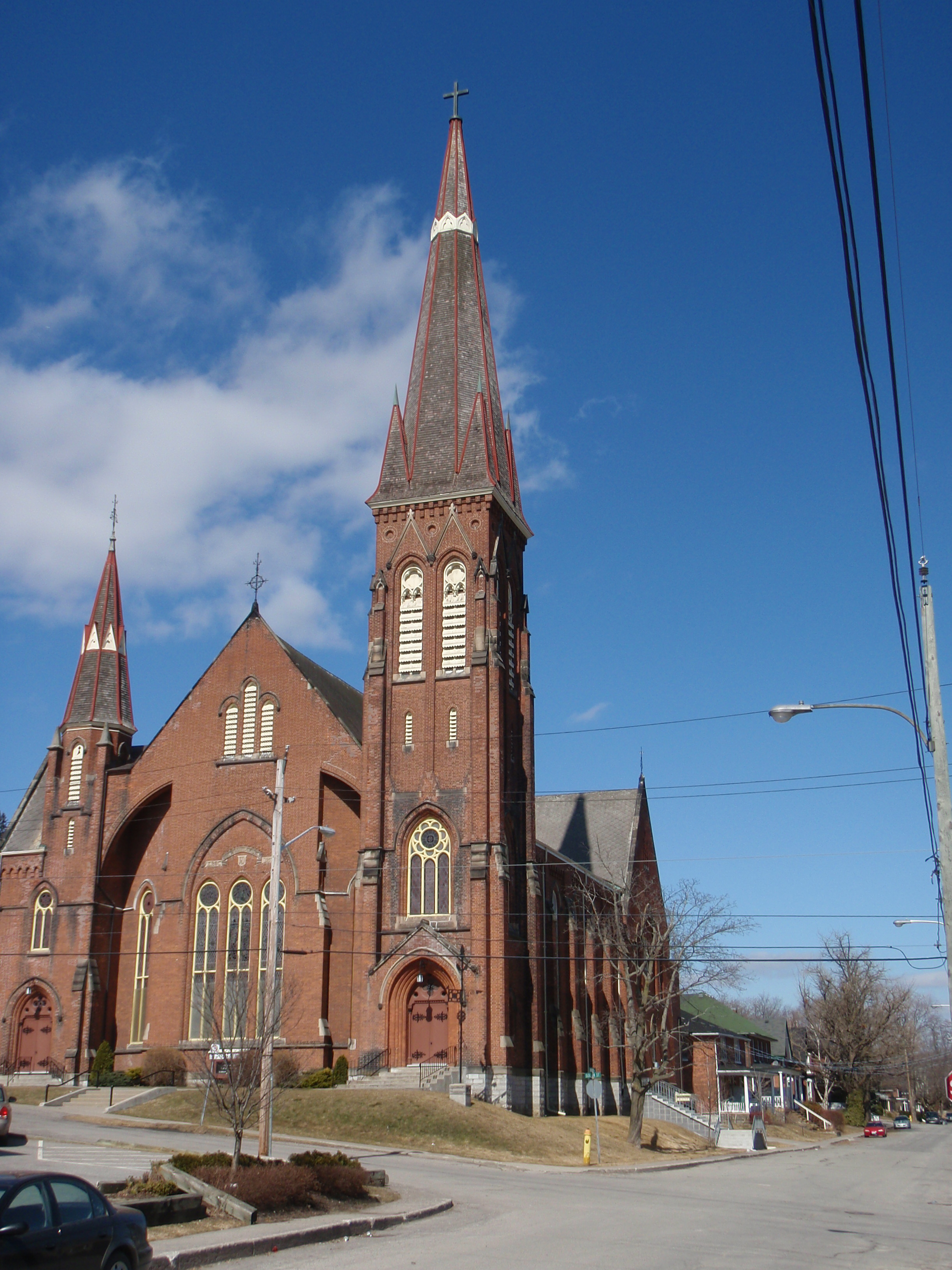
Port Hope United Church.
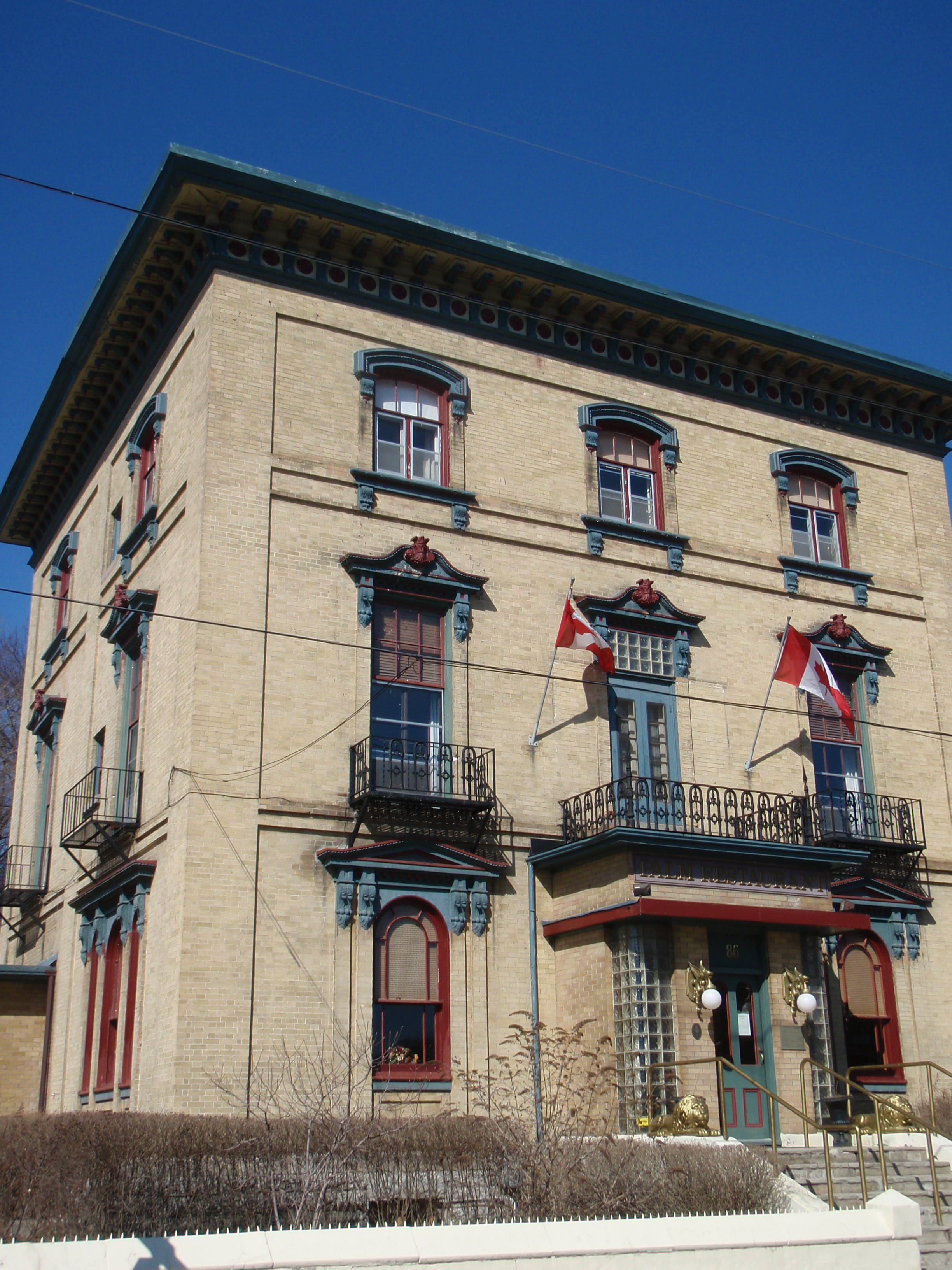
Le Palm Restaurant de Port Hope.
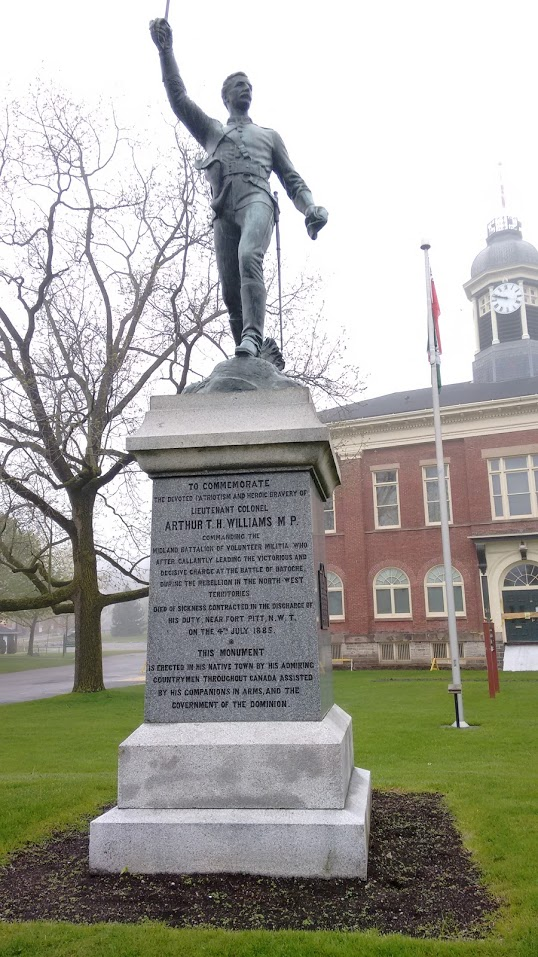
Statue d'Arthur Williams.